# إقبال الأحمد
إقبال الأحمد (1955 -) هي كاتبة كويتية، ورئيس التحرير السابق لوكالة الأنباء الكويتية.

## المؤهل العلمي
- خريجة جامعة الكويت كلية الاقتصاد وعلوم سياسية. سنة 1977[2]

## مناصب
- كاتبة مقال دائم بصحيفة القبس الكويتية في الصفحة الأخيرة[3]

- 22 عاماً في وكالة الأنباء الكويتية تدرجت فيها من مساعد محرر إلى أن تقلدت منصب رئيس التحرير.
- رئيسة تحرير في وكالة الأنباء الكويتية وهي أول رئيسة تحرير لوكالة أنباء عربية وذلك حتى عام 2001.
- 2001 إلى 2002 مستشار إعلاميا في برنامج الأمم المتحدة الإنمائي لوزارة الدولة لشؤن مجلس الأمة ضمن فريق المستشارين والخبراء المحليين الذين تستعين بهم الأمم المتحدة لمتابعة البرامج التنموية داخل الكويت.

- كاتبة مقال في صحيفة القبس قى الصفحة الأخيرة كتبت في مجلة سيدتى وكان لها مقال دائم لمدة 11 سنة منذ 1992

- 2002 – 2003 مدير مشروع الحملة الإعلامية لتصحيح المسار الاقتصادي في الكويت.
- نائب رئيس الجمعية الكويتية للصداقة.
- عضوة في جمعية الصحفيين الكويتية.
- نائب رئيس الفريق التطوعي لمكافحة مرض هشاشة العظام.
- شاركت وتشارك في لجان تحكيم إعلامية وأخرى تخصصية أخرها لجنة غراس التحكيمية حول ظاهرة المخدرات وتأثيرها على المجتمع.
- شاركت في مؤتمرات محلية ودولية حول المرأة ودورها في المجتمع وقدمت أوراق عمل حول إنجازات المرأة الكويتية وتجربتها الشخصية في مجال الأعلام وأثر ذلك على المجتمع.
- شاركت ضمن وفود كويتية رسمية وغير رسمية في زيارات ورحلات خارجية لتسليط الضوء على قضايا وطنية لكسب الرأي العام العربي والدولي لهذه القضايا.
- لها كتابات صحفية ومقالات في صحف ومجلات عربية حول قضايا محلية ودولية مثار الاهتمام والتفاعل على المستويين المحلي والدولي.
- لها نشاطات إعلامية تلفزيونية لإبراز الدور القومي الذي تقوم به الكويت إزاء الدول العربية في كافة المجالات وتسليط الضوء على قضايا محلية ذات طابع سياسي وبرلماني واجتماعي.
- شاركت في دورات تدريبية للإعلاميين والصحفيين الجدد في مجال العمل الإعلامي والصحفي وخارجه.
- مستشار إعلامي في الحملة الإعلامية لقطاع السياحة – وزارة الإعلام عام 2008.
- عضو اللجنة الإعلامية الدائمة التابعة للجنة العليا للمرور2007.

- عضو اللجنة العليا لمكافحة المخدرات 2009-2010.
- عضو هيئة التحرير في تقرير التنمية البشرية 2012.
- عضو لجنة التحكم لاختيار المرأة الخليجية الملهمة في مسابقة برعاية فيلادلفيا وباشتراك الأمم المتحده2012.
- عضو لجنة كتاب ضد الفسادفى جمعية الشفافية الكويتية من عام2010 الي 2011.